# Zineb El Arari
Zineb El Arari (en arabe : زينب العرعاري), née le 30 mars 2003 à Meknès (Maroc), est une footballeuse internationale marocaine qui joue au poste de gardienne à la Renaissance sportive de Berkane.

## Carrière en club
Zineb El Arari se forme à Jawharat Najm Larache et rejoint en 2023, la Renaissance sportive de Berkane avec lequel elle parvient à accéder à la première division à l'issue de la saison 2023-2024.

## Carrière internationale

### Maroc -20 ans
Sélectionnée à plusieurs reprises en équipe du Maroc des moins de 20 ans, Zineb El Arari participe aux qualifications à la Coupe du monde 2022 sous la houlette de Patrick Cordoba. Durant cette campagne de qualification, le Maroc échoue lors de l'avant-dernier tour contre le Sénégal aux tirs au but.
En mars 2023, elle participe au tournoi de l'UNAF en Tunisie à l'issue duquel les Marocaines conservent leur titre en terminant première avec une meilleure différence de but que l'Algérie.

### Maroc -23 ans
Durant le mois de septembre 2023, Zineb El Arari reçoit une convocation de la part de Dimitri Lipoff pour prendre part à une double confrontation amicale face à l'Islande au Complexe Mohammed VI. Elle est titularisée lors de la première manche, le 22 septembre qui se termine par une défaite marocaine 3 buts à 2.

### Équipe du Maroc
Zineb El Arari est appelée en équipe A du Maroc depuis 2021. Reynald Pedros la convoque pour prendre part à un stage dans le sud de l'Espagne. Durant ce stage la sélection affronte son homologue d'Espagne le 21 octobre 2021 à Cáceres. Remplaçante, de Khadija Er-Rmichi, Zineb n'entre pas en jeu.
Non sélectionnée pour disputer la CAN 2022, ni la Coupe du monde 2023, ce n'est qu'en juin 2024 sous la houlette de Jorge Vilda que Zineb El Arari fait officiellement ses débuts avec l'équipe du Maroc en entrant en jeu en fin de partie contre la RD Congo à la place de Khadija Er-Rmichi.
Quelques mois plus tard, elle est convoquée pour disputer deux matchs amicaux contre le Botswana et le Mali respectivement les 28 novembre et 3 décembre 2024. Le Maroc remporte les deux rencontres, 3-1 face au Botswanaises et 1-0 face aux Maliennes. Bien que sur le banc, elle n'entre en jeu dans aucune des deux rencontres.
Toujours dans le cadre des préparations à la CAN, elle est convoquée par Jorge Vilda pour disputer deux matchs amicaux internationaux, face au Ghana et Haïti respectivement les 21 et 25 février 2025. Remplaçante, elle ne participe à aucune des deux rencontres. El Arari est convoquée pour disputer deux matchs amicaux contre la Tunisie et le Cameroun le 4 et 8 avril 2025 au Stade Père-Jégo, en marge des préparations à la CAN 2024. Les Marocaines s'imposent face aux Tunisiennes avec un score de 3 buts à 1. Cependant, elles s'inclinent face aux Camerounaises (0-1). Zineb El Arari n'a pas de temps de jeu durant ce rassemblement,.
Elle figure dans une liste élargie de 34 joueuses qui prennent part à un rassemblement du 25 mai au 4 juin 2025, soit quelques semaines avant la CAN 2024. Toutefois, elle n'est pas retenue par Jorge Vilda pour disputer le tournoi.

## Statistiques

### En club
Les tableaux suivants recense les statistiques en club de Zineb El Arari depuis le 7 octobre 2023.

| Saison                | Club                  | Championnat           | Championnat | Championnat | Coupe(s) nationale(s) | Coupe(s) nationale(s) | Compétition(s) continentale(s) | Compétition(s) continentale(s) | Compétition(s) continentale(s) | Total | Total |
| Saison                | Club                  | Division              | M.          | B.          | M.                    | B.                    | Comp.                          | M.                             | B.                             | M.    | B.    |
| 2023-2024             | RS Berkane            | Division 2            | 15          | 0           | 3                     | 0                     | -                              | -                              | -                              | 18    | 0     |
| 2024-2025             | RS Berkane            | Division 1            | 22          | 0           | 1                     | 0                     | -                              | -                              | -                              | 23    | 0     |
| Total sur la carrière | Total sur la carrière | Total sur la carrière | 37          | 0           | 4                     | 0                     | -                              | -                              | -                              | 41    | 0     |

### En sélection

#### Maroc -20 ans
Le tableau suivant liste les matchs de Zineb El Arari avec l'équipe du Maroc des moins de 20 ans. Avec cette catégorie de la sélection, elle dispute un total de huit matchs et réalise deux clean-sheets.

#### Maroc -23 ans
Le tableau suivant liste les rencontres de l'équipe du Maroc -23 ans auxquelles Inès Arouaissa a pris part :
| # | Date              | Stade                      | Adversaire | Résultat | Minutes | Compétition  | But inscrit | Passe décisive | Club |
| - | ----------------- | -------------------------- | ---------- | -------- | ------- | ------------ | ----------- | -------------- | ---- |
| 1 | 22 septembre 2023 | Complexe Mohammed VI, Salé | Islande    | 2 – 3    | 90      | Match amical | 0           | 0              | RSB  |

| Résultat : - G = Match gagné - N = Match nul - P = Match perdu |

#### Équipe du Maroc
Le tableau suivant liste les rencontres de l'équipe du Maroc disputées par Zineb El Arari :
| # | Date        | Stade                      | Adversaire | Résultat | Minutes | Compétition  | But inscrit | Passe décisive | Club |
| - | ----------- | -------------------------- | ---------- | -------- | ------- | ------------ | ----------- | -------------- | ---- |
| 1 | 3 juin 2024 | Stade municipal de Berkane | RD Congo   | 3 – 2    | 10      | Match amical | 0           | 0              | RSB  |

| Résultat : - G = Match gagné - N = Match nul - P = Match perdu |

## Palmarès
Renaissance sportive de Berkane (1 titre)
- Championnat du Maroc D1 :
  - Vice-championne : 2024-25
- Championnat du Maroc D2 (1)
  - Championne : 2023-24

 Maroc -20 ans (1 titre)
- Tournoi de l'UNAF (1)
  -  Vainqueure : 2023